# Belako
Belako es un grupo de post-punk español de la localidad de Munguía, en la provincia de Vizcaya (País Vasco, España), cuyas canciones están cantadas mayoritariamente en inglés, aunque también incluyen alguna canción en euskera.
El término Belako hace referencia al barrio de Munguía donde ensayan y de donde son los hermanos Josu y Lore.

## Historia

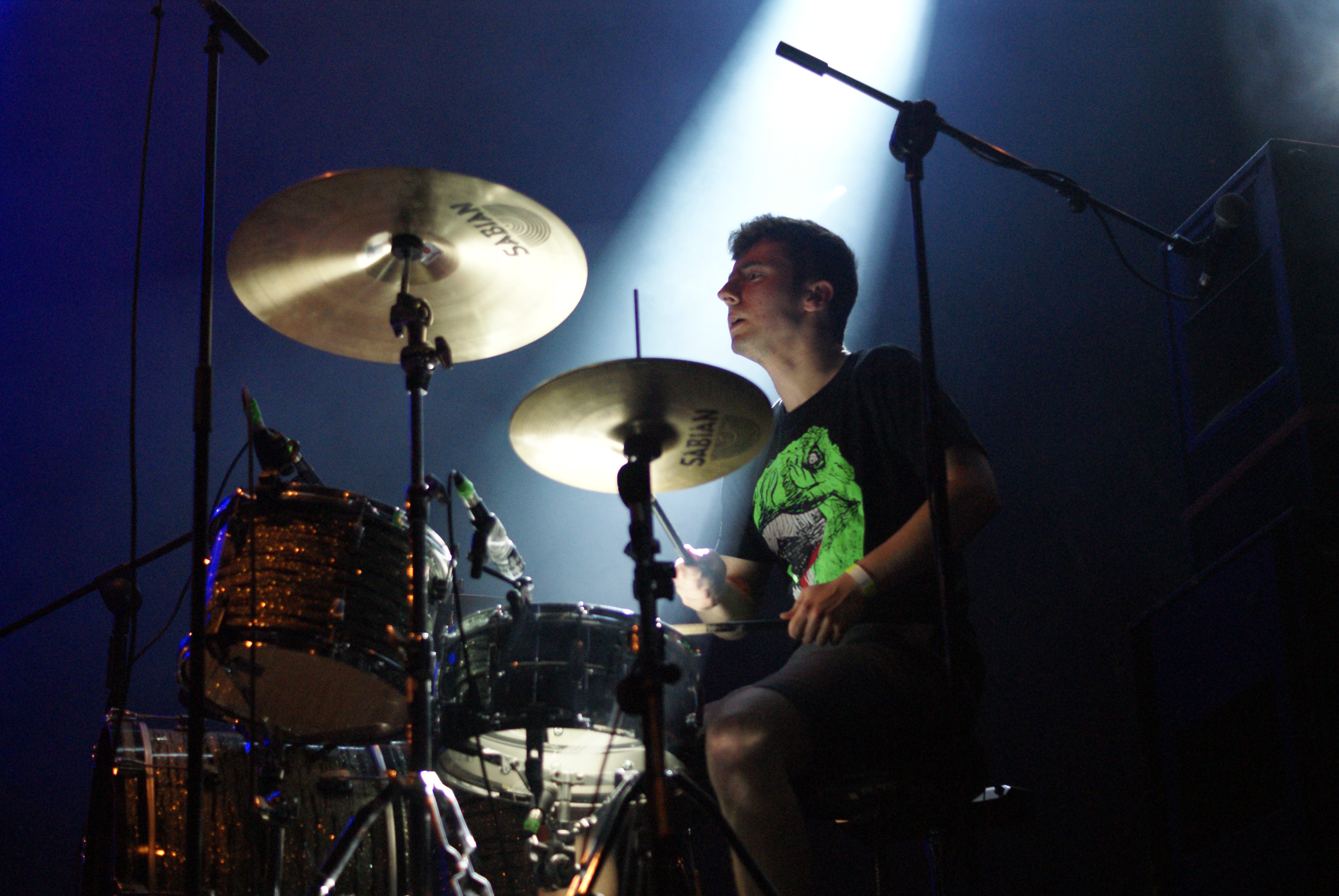
Lander Zalakain en el festival Palencia Sonora 2016.

El grupo de Munguía (Vizcaya) se formó en 2011, inspirado por la new wave de los 80, haciendo versiones y tocando en pequeños locales. Pronto, evolucionaron a sonidos más actuales combinando el post-punk con toques electrónicos.
En 2012, ganaron el concurso de maquetas de Euskal Irrati Telebista y obtuvieron el tercer puesto en Radio 3. Estos resultados les permitieron tocar en el Bilbao BBK Live ese mismo año, y posteriormente, ser teloneros de Elvis Costello en el Festival de Jazz de San Sebastián.
Las excelentes críticas hicieron que Belako, pese a su juventud y a editar únicamente un álbum largo, Eurie (Lluvia, en euskera), se presentara como una banda con un gran potencial en el panorama nacional.
Eurie, primer LP de la banda, publicado a principios de 2013 bajo la producción de Aitor Abio en Gaua estudios, incorpora sonidos atmosféricos del Post-punk británico, con influencias de grupos como Joy Division, The Clash, Pixies, Sonic Youth o Nirvana.
En el disco destacan los temas "Sea of confusion", "Haunted house" y "Southern sea (Beautiful world)", y "Molly and Pete".
El 29 de agosto de 2013 participaron junto con Crystal Fighters y Wilhelm and the dancing animals en la Cave-Rave de las Cuevas de Zugarramurdi.
El notable éxito de crítica y público les llevó a tocar en directo por multitud de festivales a lo largo de la península durante 2014, subiéndose a escenarios del SOS 4.8, Primavera Sound,BEIKOZINI Festival Tres sesenta, BBK Live, Low Festival, Sonorama, Ebrovisión o DCODE.
En junio de 2014 publicaron 2 EP paralelos; Bele Beltzak, Baino Ez y AAAA!!!!, autogestionados a través de la creación de su sello Belako Rekords. El primero más elaborado y con gran cantidad de arreglos, grabado en los Estudios MagicBox y producido por James Morgan y el propio Josu Ximun. El segundo más artesanal, con menos medios, mucho más crudo y directo.
El 5 de noviembre de 2015, publicaron "Track sei",  primer sencillo adelanto de "Hamen" (Aquí, en euskera), segundo LP de la banda. Este disco sale a la venta el 16 de enero de 2016, pero desde el otoño del año anterior ya estaban de gira promocionándolo. "Hamen" es publicado a través del sello "Mushroom Pillow", conocido por ser la discográfica de grupos como Triángulo de Amor Bizarro, La Habitación Roja, El Columpio Asesino, entre otros grupos españoles. Este LP está mucho más producido y realizado con más medios, e incluso los lleva a realizar conciertos fuera de España.
Ese mismo año realizaron ZELAKO un performance musical dentro del festival de cine ZINEBI a iniciativa del proyecto de investigación de la UPV/EHU ‘TYF-Territorios y Fronteras. Research of Documentary Filmmaking'.
Después de 3 singles de adelanto (“Render Me Numb” "Over the edge" y “Lungs”), el 23 de febrero de 2018, publicaron su tercer disco largo, "Render me numb, Trivial violence", compuesto por 14 temas, con  El Segell del Primavera y su propio sello Belako Records.

## Miembros
- Josu Ximun Billelabeitia - Guitarra y voz
- Lore Nekane Billelabeitia - Bajo y voz
- Lander Zalakain - Batería y voz
- Cris Lizarraga - Teclado y voz

## Discografía
- Eurie (2013)
- Hamen (2016)
- Render Me Numb, Trivial Violence (2018)
- Plastic drama (2020)
- Sigo regando (2023)

### EP
- Bele Beltzak, Baino Ez (2014)
- AAAA!!!! (2014)*

### Singles
- Haunted House (del álbum Eurie)
- Render Me Numb (del álbum Render Me Numb, Trivial Violence)